# Akira Torijama
Akira Torijama (japonsky: 鳥山明; 5. dubna 1955 – 1. března 2024) byl japonský kreslíř a scenárista mang (japonské verze komiksu). Patří ke klasikům žánru, proslavila ho zejména manga Dragon Ball, kterou kreslil i psal v letech 1984 až 1995. Prodalo se jí 260 milionů výtisků po celém světě a stala se nejprodávanější mangou historie. Mangy začal tvořit v roce 1978, ale jeho první příběh byl naprostý propadák. Jeho prvním úspěšným komiksem byl Dr. Slump z let 1980 až 1984, za nějž získal cenu Šogakukan. V roce 1983 založil vlastní firmu Bird Studio. Působil též jako návrhář postav pro několik videoher, jako je série Dragon Quest, Chrono Trigger a Blue Dragon. V roce 2019 byl vyznamenán francouzským Řádem umění a literatury.